# Francoska romantika (književnost)
Francoska romantična književnost označuje literarno smer, ki je v francoski književnosti  prevladovala od začetka do srede 19. stoletja.
V Franciji sta prve zarodke romantične književnosti uvedla François René Chateaubriand (1768-1848) z romani in razpravami (René, Atala, Genij krščanstva) in Madame de Staël (1766-1817), deloma s pripovednimi spisi, še bolj pa s knjigo o Nemčiji (De l' Allemagne, 1810), ki je pripomogla k zmagi romantike tudi v drugih evropskih deželah. Nekateri znanstveniki ju prištevajo še v predromantično književnost. Zaradi močne klasicistične tradicije in političnih razmer se je nadaljnji razvoj francoske romantike zakasnil do leta 1820, ko je vzniknil nov romantični val, ki ga sestavljajo pesniki Alphonse de Lamartine (1790-1869), Alfred de Vigny (1797-1863), Victor Hugo (1802-1885) in Alfred de Musset (1810-1857). Zadnji trije so pisali tudi pripovedna in dramska dela. Romantično dramatiko zastopa še romanopisec Alexandre Dumas (1802-1870),pripovedništvo pa George Sandova (1804-1876).
Na razvoj francoske romantične književnosti sta vplivali nemška in angleška romantična književnost. Njena družbenopolitična usmerjenost je bila demokratična ali vsaj zmerno loberalna.